# Poecile
Poecile là một chi chim trong họ Paridae.
Các loài trong chi này phân bố phân tán ở châu Á, châu Âu, Bắc Mỹ.

## Các loài
Chi này có 15 loài:
- Poecile atricapillus: Bạc má mũ đen
- Poecile carolinensis: Bạc má Carolina
- Poecile cinctus: Bạc má Siberi hay Bạc má đầu xám
- Poecile davidi: Bạc má Père David
- Poecile gambeli: Bạc má núi
- Poecile hudsonicus: Bạc má phương bắc
- Poecile hyrcanus: Bạc má Caspi (thường gộp trong P. lugubris)
- Poecile hypermelaenus
- Poecile lugubris: Bạc má Sombre
- Poecile montanus: Bạc má liễu
- Poecile palustris: Bạc má đầm lầy
- Poecile rufescens: Bạc má lưng hung
- Poecile sclateri: Bạc má Mexico
- Poecile songarus: Bạc má Songar (thường gộp trong P. montanus)
- Poecile superciliosus: Bạc má trán trắng
- Poecile weigoldicus